# Потала

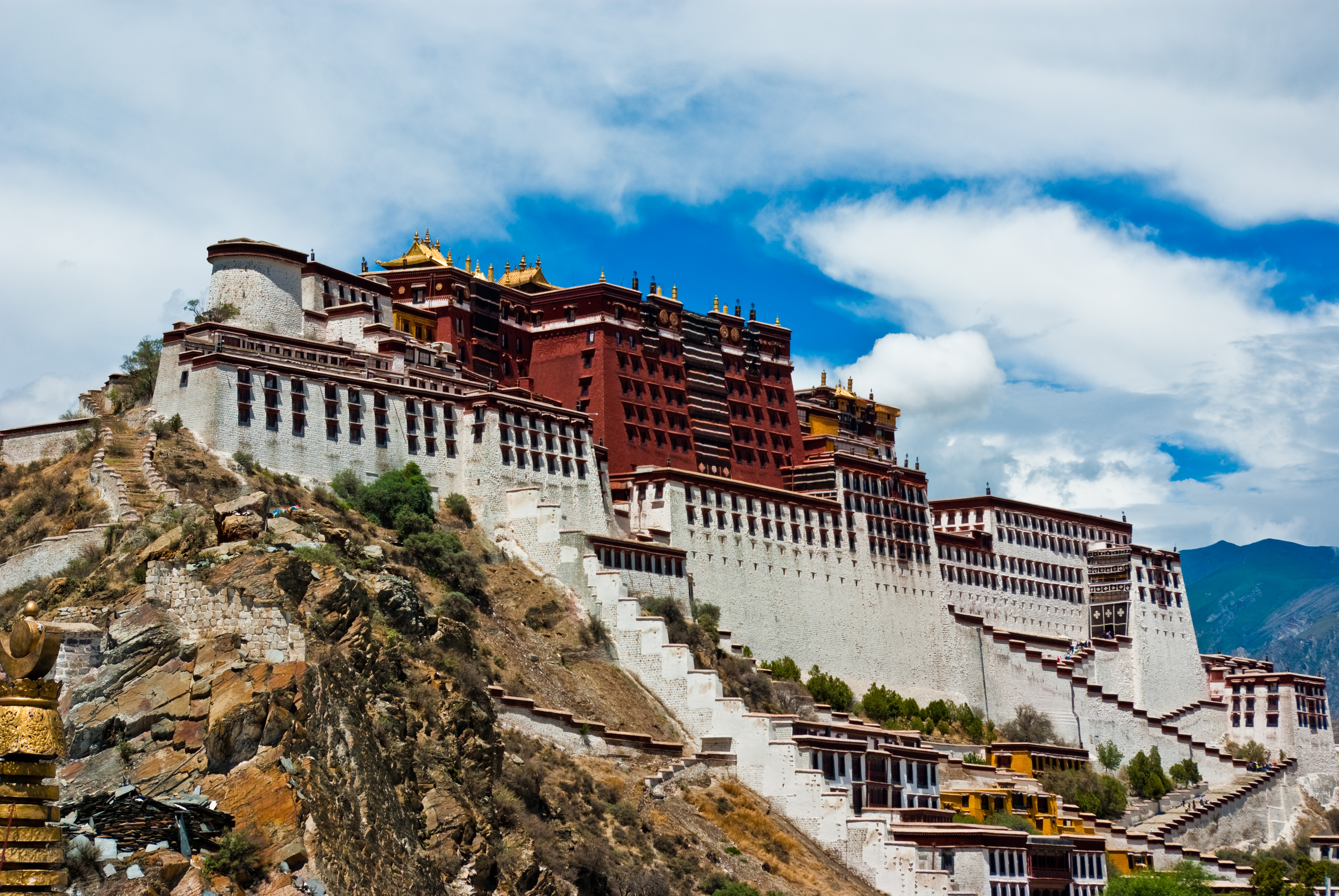
Дворец Потала

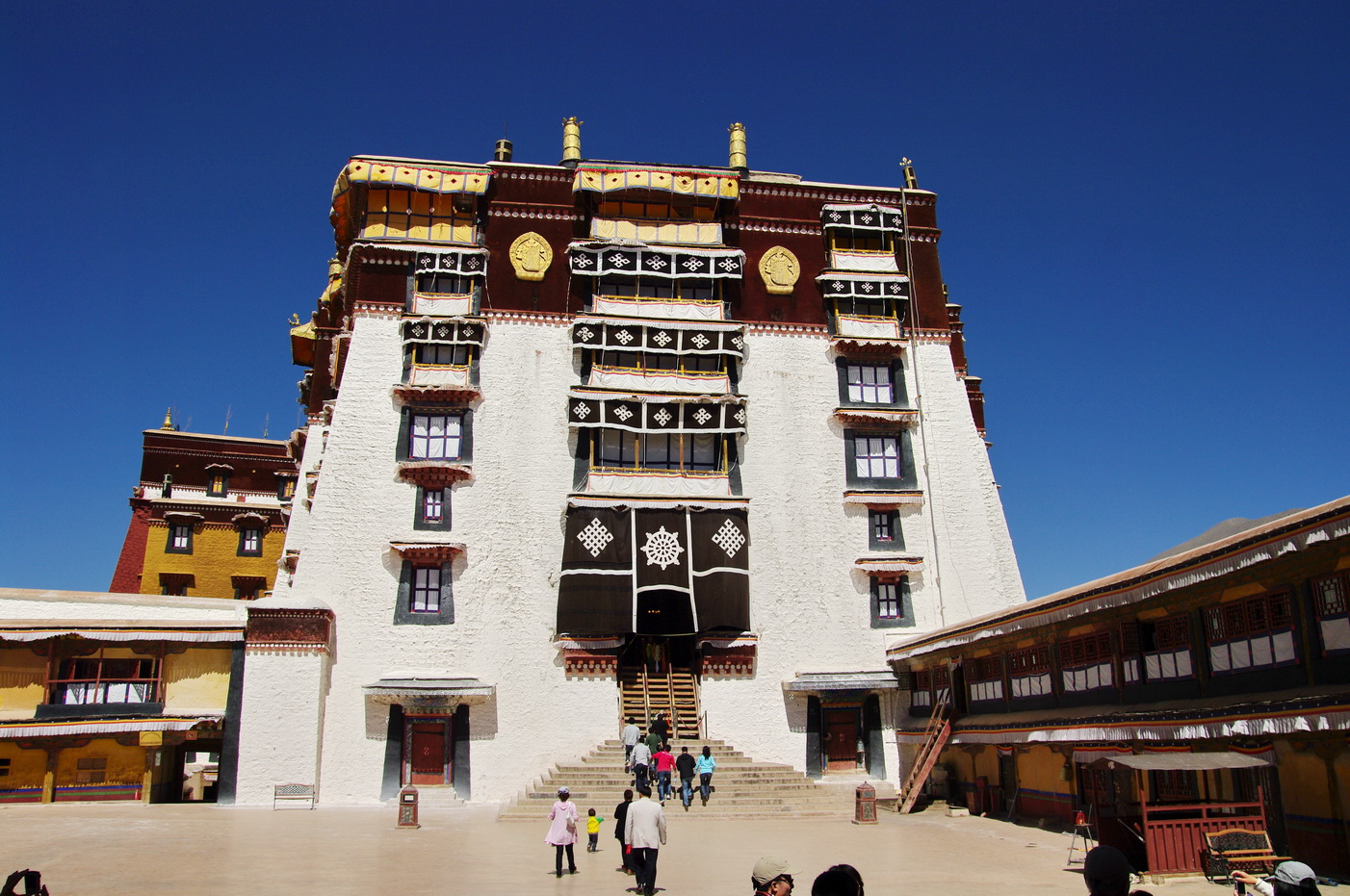
Белый дворец

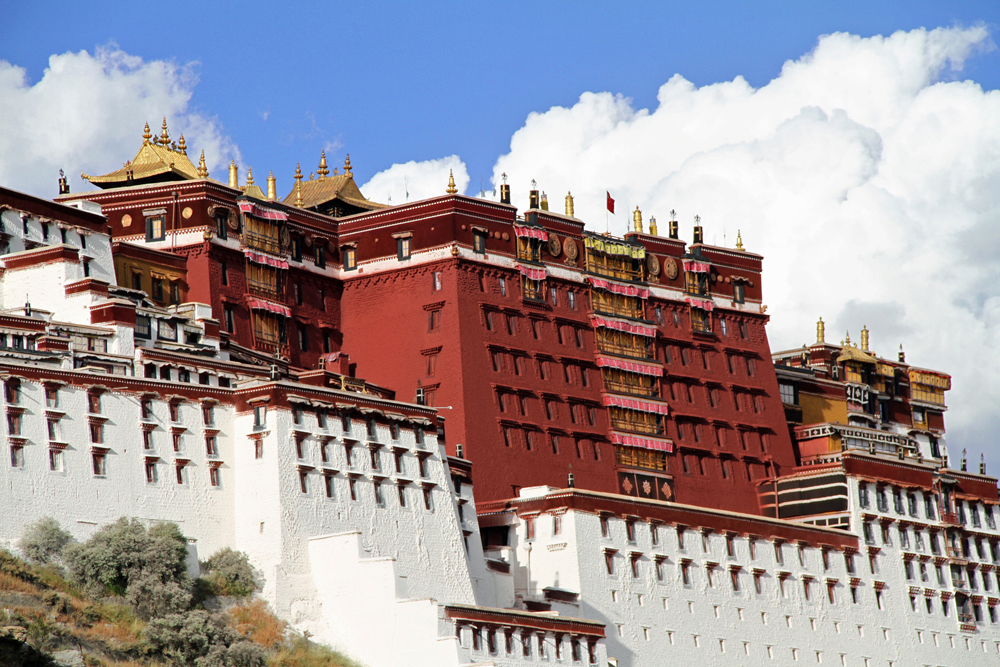
Красный дворец

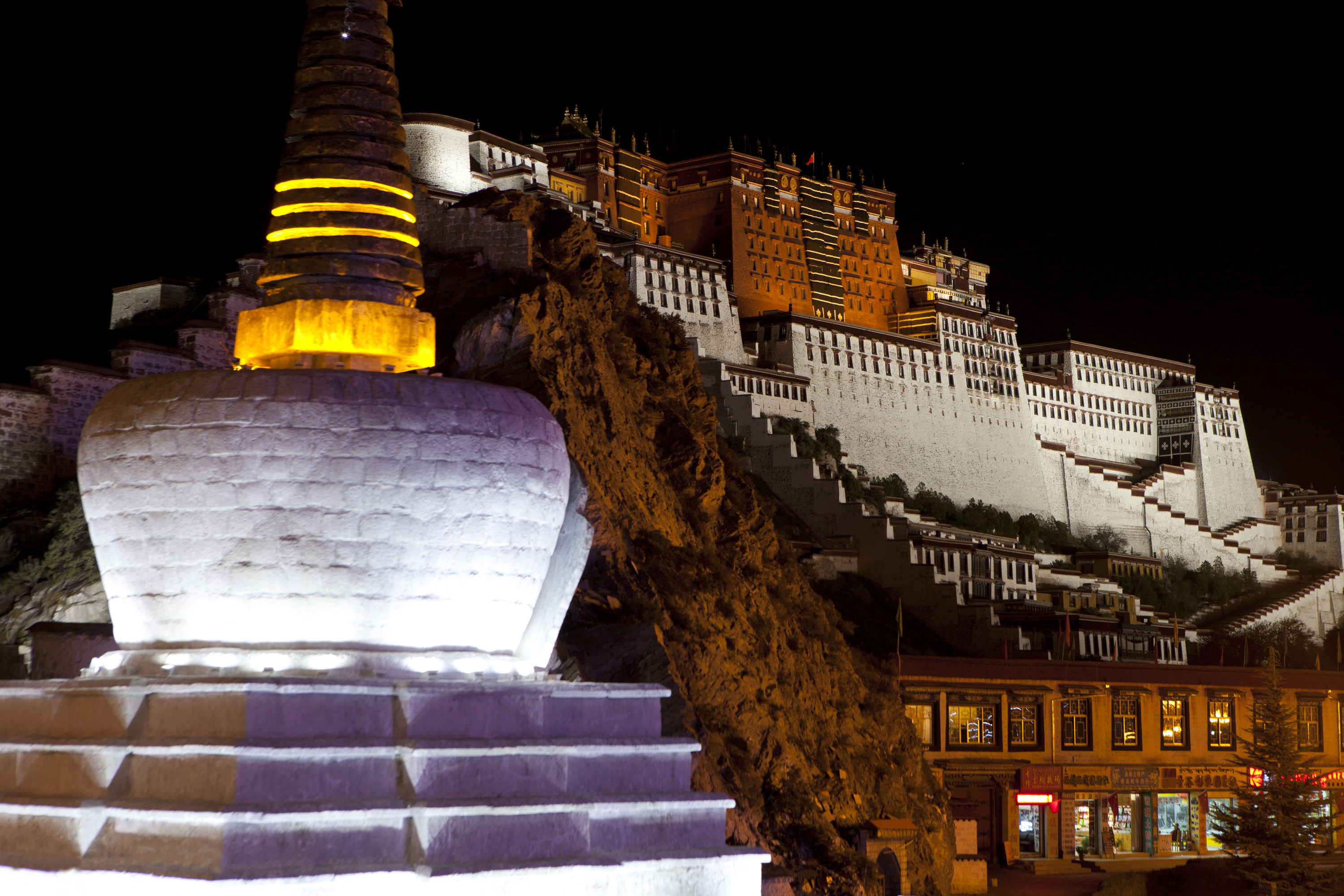
Дворец Потала в ночи

Дворец Потала́ (тиб. : པོ་ཏ་ལ, кит. 布达拉宫) — дворец и буддийский храмовый комплекс, расположенный в Лхасе, в Тибетском автономном районе КНР. Расположен на возвышающемся над городом высоком холме. Общая площадь дворцового комплекса составляет более 130 тыс. м².
Дворец являлся основной резиденцией Далай-ламы, вплоть до того как Далай-лама XIV, после вторжения Китая в Тибет, вынужденно покинул страну в 1959 году и получил политическое убежище в Индии (Дарамсала).
Сегодня дворец Потала является музеем, активно посещаемым туристами, оставаясь местом паломничества буддистов и продолжая использоваться в буддийских ритуалах. Ввиду огромной культурной, религиозной, художественной и исторической значимости, внесён в 1994 году в список Всемирного наследия ЮНЕСКО. В 2001 году в «исторический ансамбль дворца Потала» была включена летняя резиденция Далай-лам, дворец и парк Норбулинка.

## История
В 637 году царь Тибета Сонгцен Гампо возвёл здесь первое здание в том месте, где он обычно медитировал. Когда он решил сделать Лхасу своей столицей, он построил дворец. После своего обручения с китайской принцессой Вэнь Чэн, расширил дворец до 999 комнат, возвёл стены и башни и вырыл обводной канал. Во второй половине VIII века во дворец попала молния и деревянные постройки сгорели, затем по причине междоусобных войн дворец разрушился. Сейчас сохранилась лишь пещера Чогьял Друпук (Chogyel Drupuk) и зал Пхакра Лхакханг (Phakpa Lhakhang).
Дворец в его современном виде начал строиться в 1645 году по инициативе Далай-ламы V. В 1648 году был завершён Белый дворец (Потранг Карпо), и Потала стала использоваться как зимняя резиденция далай-лам. Красный дворец (Потранг Марпо) был достроен между 1690 и 1694 годами. Название дворца происходит, по всей видимости, от легендарной горы Потала, на которой обитает бодхисаттва Ченрези (Авалокитешвара), которого на земле представляет далай-лама.
В грандиозном строительстве принимали участие лучшие мастера того времени из Тибета, Непала и Китая.

Дворец был умеренно поврежден во время восстания тибетцев против китайцев в 1959 году, когда произошел обстрел окон дворца. Перед тем, как Чамдо Джампа Калден был ранен и взят в плен солдатами Народно-освободительной армии, он стал свидетелем того, как 
«китайские артиллерийские снаряды начали падать на Норбулингку после полуночи 19 марта 1959 года... Небо загорелось, когда китайские снаряды попали в Чакпори, медицинский колледж и Поталу». 
Комплекс также избежал повреждений во время Культурной революции в 1966 году благодаря личному вмешательству Чжоу Эньлая который тогда был премьер-министром Китайской Народной Республики. Тибетская активистка Церинг Возер утверждает, что дворец, в котором хранилось «более 100 000 томов священных писаний и исторических документов» и «множество складских помещений для хранения ценных предметов, изделий ручной работы, картин, настенных ковров, статуй и древних доспехов», «был почти разграблен». С другой стороны, тибетолог Эми Хеллер пишет, что «бесценная библиотека и художественные сокровища, накопленные веками в Потале, были сохранены».

## Расположение и архитектура
Дворец находится на высоте 3700 м на Красном холме (Марпо Ри) посредине лхасской долины. Из-за террас, площадок на крышах и храмов, он не производит впечатления крепости (дзонга). У южного подножия скалы находится большое пространство, окруженное стенами и воротами, с большими портиками с внутренней стороны. На вершину скалы ведет череда каменных лестниц, прерываемых промежутками пологого подъема. Центральная часть этой группы зданий огромной четырехугольной массой возвышается над окрестностями на большую высоту, оканчиваясь позолоченными навесами, подобными тем, что есть на Джоханге. Этот центральный элемент Поталы называют «красным дворцом» из-за его малинового цвета. Он содержит основные залы, часовни и святыни прошлых Далай-лам. Присутствует богатая декоративная роспись, украшенная драгоценными камнями, резьбой и орнаментами.
Нижний белый фасад на южной стороне дворца использовался для поднятия двух гигантских тханок, соединенных вместе, представляющих фигуры Тары и Шакьямуни во время фестиваля Сертренг в 30-й день второго тибетского месяца.
Китайский храм Путуо Цзунчэн, построенный между 1767 и 1771 годами, также внесенный в список Всемирного наследия ЮНЕСКО, частично был построен по образцу дворца Потала. Дворец был назван американским телешоу «Доброе утро, Америка» и газетой USA Today одним из «Новых семи чудес».
Многочисленные паломники обходят вокруг холм со дворцом, совершая кору — ритуальный обход святого места. Вдоль коры находятся многочисленные молитвенные барабаны и торговые ряды.
Девятиэтажный дворец Лех в Лехе, Ладакх, Индия, построенный королем Сенгге Намгьялом (около 1570–1642 гг.), Был предшественником дворца Потала.

### Столпы Лхаса Жол

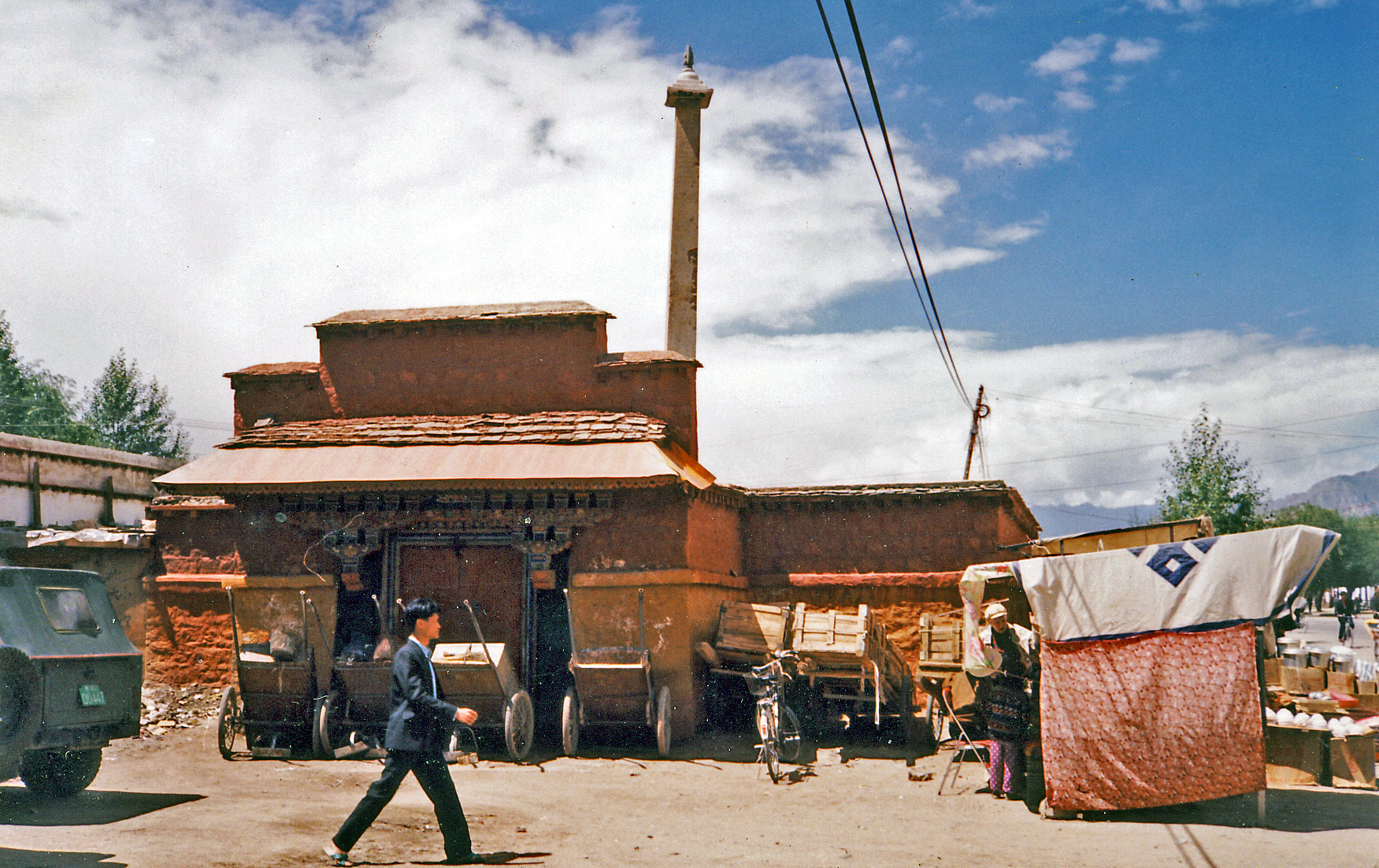
Столбы Лхаса Жол в 1993

В деревне Лхаса Жол есть два каменных столба или кольца рдо, внутренний каменный столб или доринг нангма, который стоит внутри крепостных стен деревни, и внешний каменный столб, или доринг чима который первоначально стоял за южным входом в деревню. Сегодня столб стоит в заброшенном состоянии к востоку от Площади Освобождения, на южной стороне Пекинского проспекта.
В Деринге Чима датируется около 764 годом и возможно самый первый известный пример тибетской письменности.
Колонна содержит посвящения знаменитому тибетскому генералу и дает отчет о его подвигах во имя короля, включая кампании против Китая, которые завершились кратковременным захватом китайской столицы Чанъань (современный Сиань ) в 763 году, во время которого выходец из Тибета временно назначен императором родственник принцессы Цзиньчэн Гунчжу (Kim-sheng Kong co), китайской жены отца Трисонг Децен , Ме Агтсом.

### Белый дворец
Белый дворец или Потранг Карпо является частью дворца Потала и использовался как жильё для Далай-ламы. Первый Белый дворец был построен во времена Пятого Далай-ламы, в 1649 году он с правительством переехали в него. Затем, в начале XX века, при Тринадцатом Далай-ламе, здание было расширено до современных размеров. Дворец содержит жилые помещения, семинарии и типографию. Центральный, окрашенный в желтый цвет двор, известный как Деянгшар отделяет жилые помещения ламы и его монахов Красного дворца от священного дворца Поталы, который полностью посвящен религиозному учению и молитве. В дворце имеются священные золотые ступы-гробницы восьми Далай-лам, залы, библиотеки с важными буддийскими писаниями, например, Ганджур в 108 томах и Данджур в 225 томах. Белый дворец состоит из большого восточного павильона, солнечного павильона, жилых покоев регента и наставника Далай-ламы, а также служебных помещений правительства. Большой восточный павильон использовался для официальных церемоний, в Солнечном павильоне Далай-лама собственно жил и работал, читал священные тексты, занимался управлением.

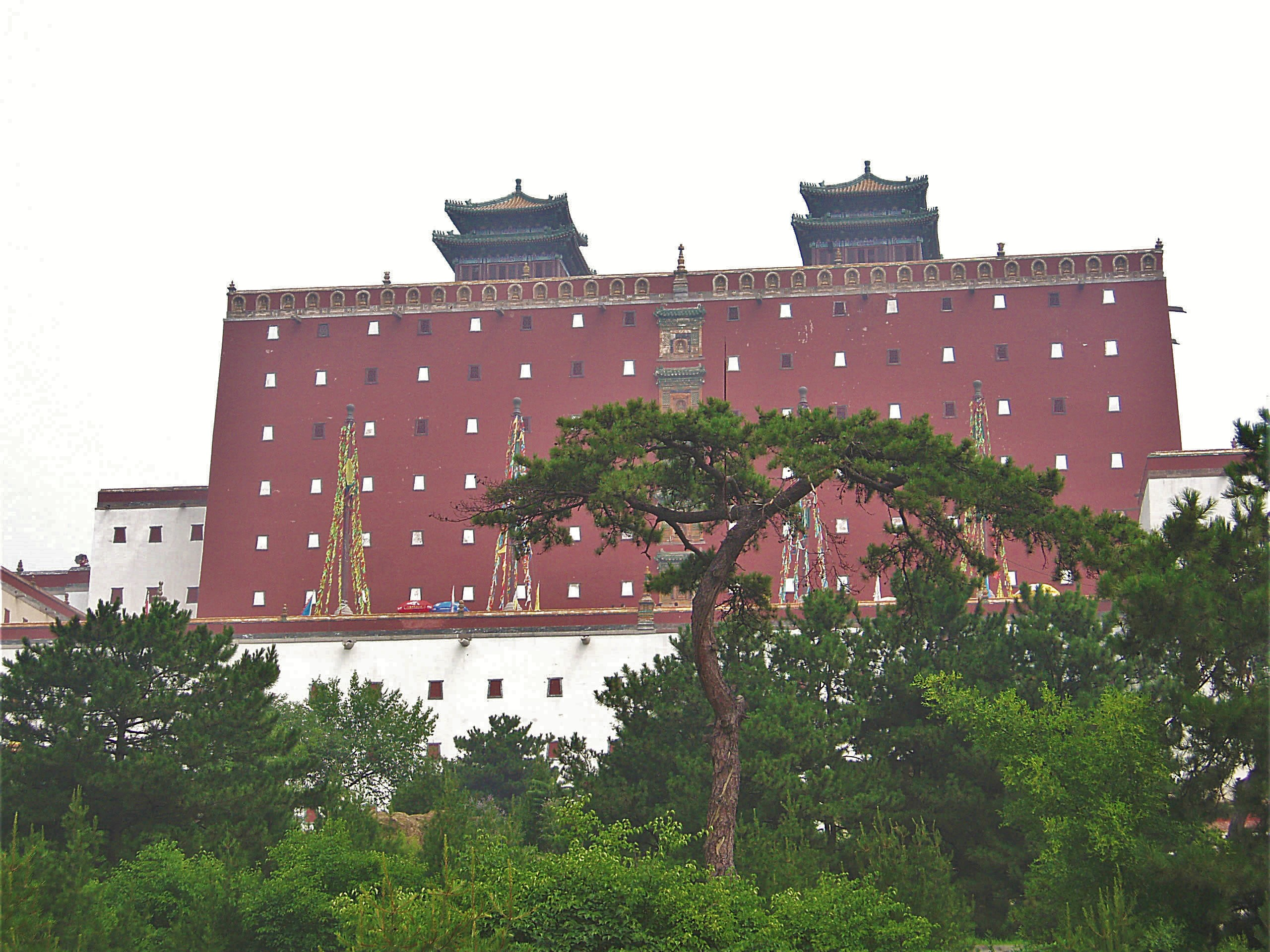
Путоцзунчэн — китайская копия лхасской Поталы

### Красный дворец
Красный дворец или Потранг Марпо служил больше местом молитв и религиозных ритуалов, в нём находятся павильоны. Большое значение имеют восемь мемориальных ступ, в том числе Пятого и Тринадцатого Далай-лам.
Помимо ступ, дворец состоит из вереницы больших и малых залов (храмов), посвящённых буддам, бодхисаттвам, далай-ламам, а также для аудиенций и церемоний. В залах выставлены драгоценности и реликвии — пространственные мандалы для созерцания, поминальные ступы, статуи далай-лам и учителей, статуи божеств и йидамов, книги, ритуальные предметы, на стенах — сложная система росписи.
В Западном большом зале обычно проходили религиозные церемонии и приёмы.
Особое значение имеет пещера Чогьял Друпук, в которой ещё до строительства дворца медитировал царь Сонгцен Гампо.

## Фотогалерея

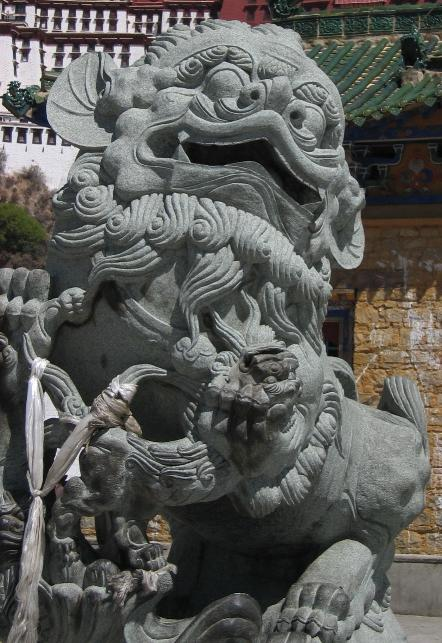
Снежные львы
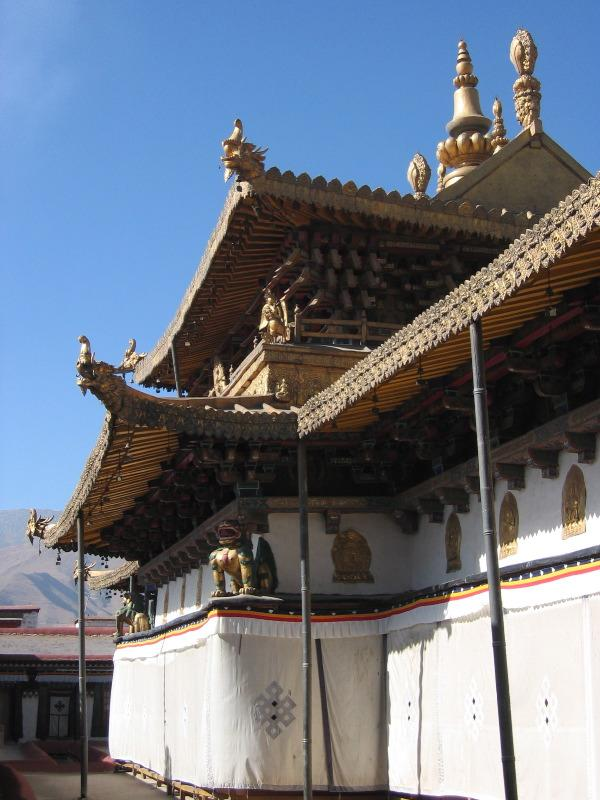
На верхней террасе
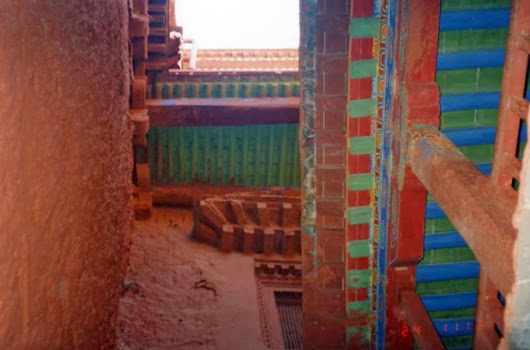
Красочные карнизы дворца
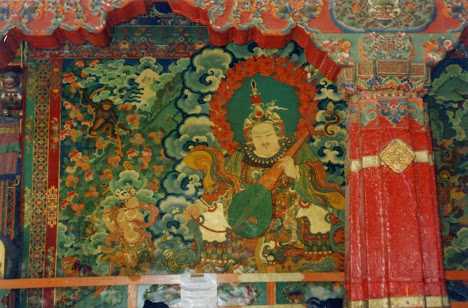
Роспись на стенах дворца
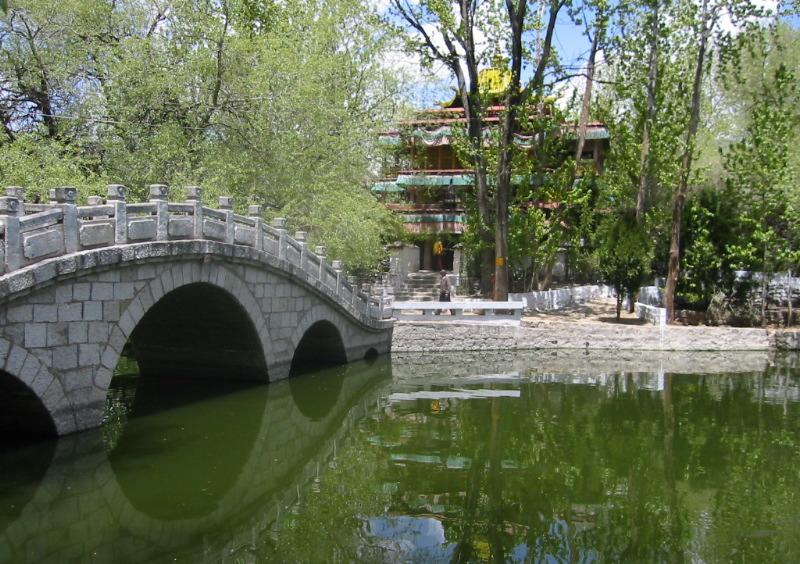
Пруд за дворцом Потала (Лхукханг)